# 罗伯昭
罗伯昭（1899年—1976年），字文炯，号沐园，四川巴县（今重庆市巴南区）人，中国收藏家、钱币学家。

## 生平
1899年，罗伯昭出生于四川巴县（今重庆市巴南区）。曾就读于上海圣约翰大学，1921年大学毕业，获文学学士学位。毕业后，罗伯昭从上海返回重庆，从事商业工作，主要经营向美国出口桐油的生意。1940年，中国泉币学社成立，罗伯昭任副社长。1956年，出任中国文化部古钱币鉴定专家。1957年，罗伯昭将其收藏的15427枚古钱币全部献给中国历史博物馆。

## 著作
著有《古泉价目表》、《泉拓四十》。